# يونيسية
اليونيسية (الاسم العلمي: Eunicidae)، فصيلة دويبات بحرية من كثيرات الأشعار. تتكون الفصيلة من حلقيات بحرية موزعة في موائل قاعية متنوعة عبر أوقيانوسيا وأوروبا وأمريكا الجنوبية وأمريكا الشمالية وآسيا وإفريقيا.